# Simiskina
Simiskina là một chi bướm ngày thuộc họ Lycaenidae.

## Hình ảnh

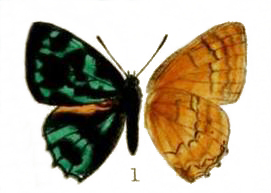
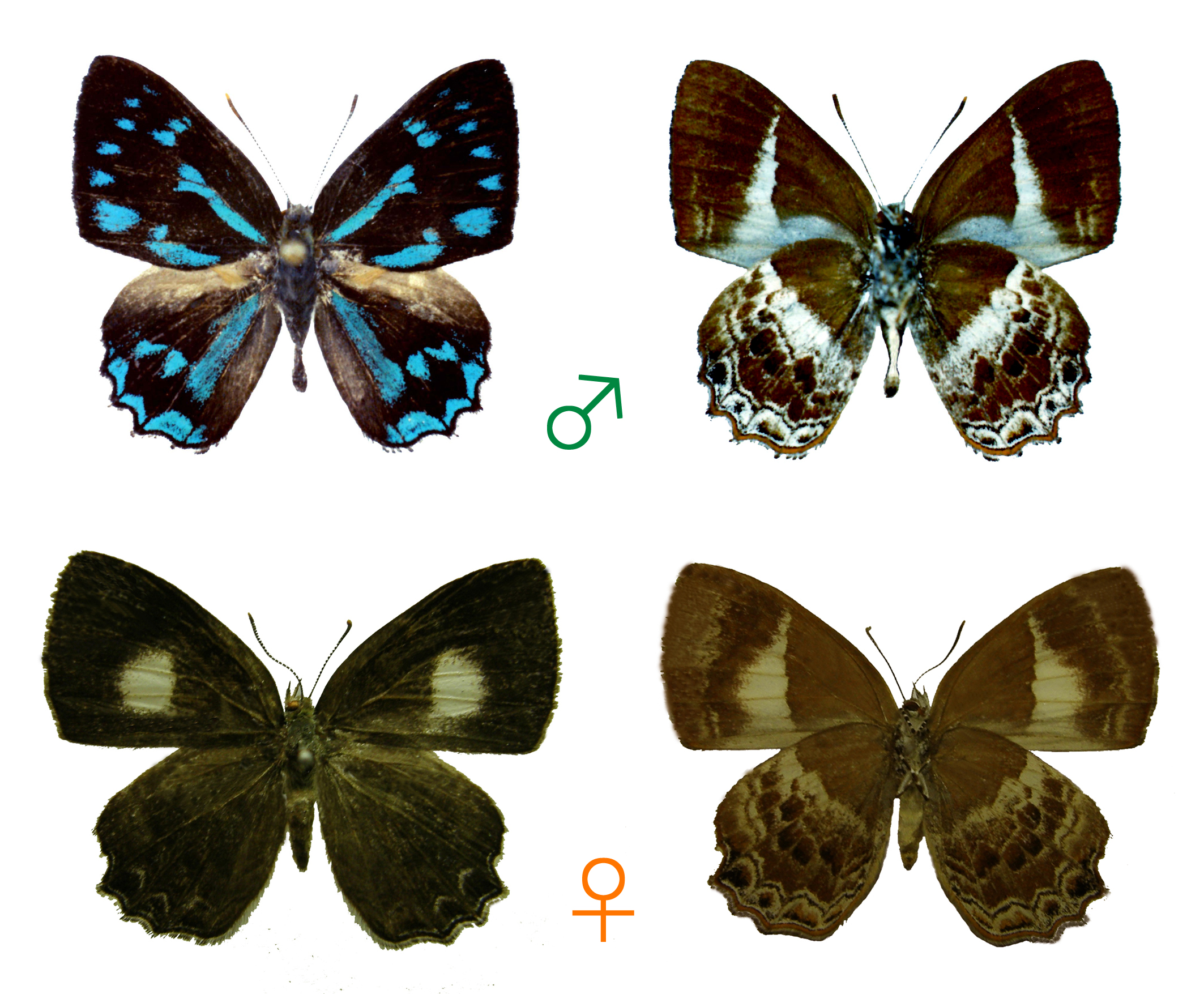
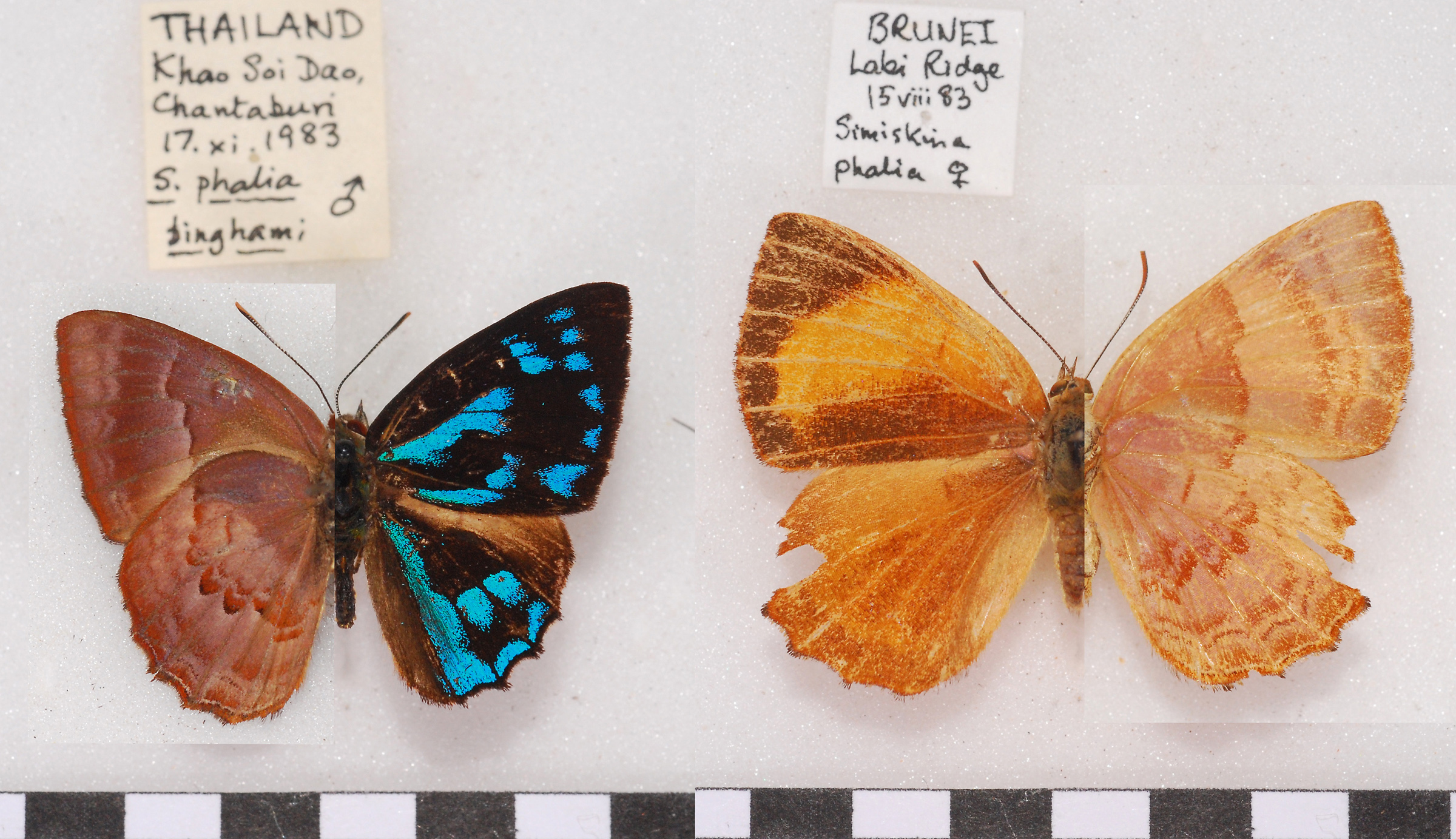